# John Gignoux
John Ernest Gignoux (ur. 26 sierpnia 1874 w Jersey City, zm. 14 września 1955 w Nowym Jorku) – szermierz, szpadzista reprezentujący USA, uczestnik letnich igrzysk olimpijskich w Sztokholmie w 1912 oraz igrzysk olimpijskich w Paryżu w 1924  roku.